# Wyspa Zamkowa (Jezioro Góreckie)
Wyspa Zamkowa – jedna z dwóch wysp na Jeziorze Góreckim w Wielkopolskim Parku Narodowym (druga to Kopczysko). 

## Charakterystyka
Jest częścią obszaru ochrony ścisłej „Jezioro Góreckie”. Wyspa jest pagórkiem kemowym porośniętym gęstym lasem liściastym, w którym występują dęby, graby i buki. Powierzchnia wyspy wynosi 1,25 ha. Na wyspie znajdują się ruiny neogotyckiego zameczku-pałacyku wybudowanego w latach 1824–1825 przez Tytusa Działyńskiego. Zamek, a właściwie pałacyk, był prezentem ślubnym dla jego siostry Klaudyny Potockiej, która wyszła za mąż 25 sierpnia 1825. Zbudowany na planie litery „L” dwukondygnacyjny obiekt otoczony był parkiem, o czym świadczą pozostałe drzewa obce gatunkowo, takie jak np. ajlant gruczołowaty. Klaudyna Potocka z mężem Bernardem mieszkali na wyspie kilka lat, do wybuchu powstania listopadowego w 1830 roku. Po wyjeździe do Warszawy Potoccy na wyspę już nigdy nie wrócili. Zameczek został zniszczony w 1848 roku w czasie Wiosny Ludów ostrzałem artyleryjskim wojsk pruskich. Sądzono, że znajduje się tam rząd powstańczy. Komitet Narodowy jednak nigdy na wyspie nie rezydował. Położenie pałacyku w obszarze objętym ochroną ścisłą stwarza ogromne trudności w związku z przeprowadzeniem prac konserwatorskich, dlatego pozostaje on do dzisiaj w ruinie.